# 官立大学
官立大学（かんりつだいがく）とは、学制改革前の日本で施行されていた大学令に基づき、国によって設置されていた旧制大学である。

## 概要
官立大学とは、大学令に基づき国によって設置されていた大学を言う。官立大学は設立目的などにより細かく分類され、各分野の専門家の育成を主眼として設置されていた。多くは第二次世界大戦後に新制大学となっており、現在では旧官立大学という大学群として扱われることもある。
なお、帝国大学も国によって設置された旧制大学であるが、帝国大学令による特別の規定に基づき設置されていたため、一般に官立大学とは別に扱う。地方行政機関・地方自治体も広義には「官」であるが、これらが設置していた大学は公立大学と称し、官立大学には含めない。帝国議会の議決によって設立された大学もあるが、これらも官立大学には含めない。

## 官立大学一覧

### 終戦時に存在したもの
第二次世界大戦終結時に存在した官立大学を以下に示す。官制の制定順、官制内での記載順による（いわゆる建制順）。
- 商科（商業）大学[3][4]
  - 東京商科大学※（1920年、現在の一橋大学）
  - 神戸商業大学※（1929年、現在の神戸大学）
※二校とも戦中の1944年に改称され、東京産業大学と神戸経済大学になった。戦後、東京産業大学は1947年に東京商科大学へと名称を戻した。

- 医科大学[5]
  - 新潟医科大学（1922年、現在の新潟大学）
  - 岡山医科大学（1922年、現在の岡山大学）
  - 千葉医科大学（1923年、現在の千葉大学）
  - 金沢医科大学（1923年、現在の金沢大学）
  - 長崎医科大学（1923年、現在の長崎大学）
  - 熊本医科大学（1929年※、現在の熊本大学）
※1925年に熊本県立の公立大学として大学に昇格。その後、1929年に官立移管。

- 工科（工業）大学
  - 旅順工科大学（1922年、第二次世界大戦終結後に廃校）[6]
  - 東京工業大学（1929年、現在の東京科学大学）[7]

- 文理科大学[8]
  - 東京文理科大学（1929年、現在の筑波大学）
  - 広島文理科大学（1929年、現在の広島大学）

- その他
  - 神宮皇學館大學（1940年、現在の皇學館大学）[9]
内務省所管の官立専門学校であった神宮皇學館が大学令による文部省所管の官立大学へ昇格。第二次世界大戦後、連合国軍総司令部（GHQ）が発した神道指令により1946年に廃学。1962年、学校教育法に基づく私立大学として皇學館大学が設立された。

### 帝国大学となったもの
帝国大学へ昇格した、あるいは帝国大学に吸収された官立大学を以下に示す。
- 大阪工業大学（1929年、大学昇格。1933年、大阪帝国大学に吸収）
- 名古屋医科大学（1931年※、官立移管。1939年、名古屋帝国大学へ昇格）
※1920年に愛知県立の愛知医科大学として昇格。1931年、官立移管し名古屋医科大学に改称。

### 戦後に設置されたもの
第二次世界大戦後、旧制医学専門学校を前身として、国立学校設置法施行前に設置された官立の医科大学が存在する。これらの大学は、官立大学官制（昭和21年勅令第206号）を改正することにより設置された。
その一覧を以下に示す。
- 東京医科歯科大学（1946年8月、現在の東京科学大学）[10]
- 前橋医科大学（1948年2月、現在の群馬大学）[11]
- 弘前医科大学（1948年2月、現在の弘前大学）[11]
- 松本医科大学（1948年2月、現在の信州大学）[11]
- 徳島医科大学（1948年2月、現在の徳島大学）[11]
- 米子医科大学（1948年2月、現在の鳥取大学）[11]

## 旧官立大学
旧官立大学（きゅうかんりつだいがく）とは、官立大学から以下を除いた11校を前身とする国立大学を示す通称である。
母体となった旧制官立大学の設置順に、現在の一橋大学、新潟大学・岡山大学、金沢大学・長崎大学・千葉大学、熊本大学・東京科学大学・神戸大学・筑波大学・広島大学が該当する。
- 帝国大学となったもの
- 戦後に設置されたもの（この後身校は、設置の時期や経緯が戦前に設立された官立大学と異なるため、新八医科大学に分類される）
- 外地に存在したため新制国立大学に引き継がれなかった旅順工科大学
- 戦後に私立大学として再建された神宮皇學館大學